# Ciampa heteromorpha
Ciampa heteromorpha är en fjärilsart som beskrevs av Oswald Beltram Lower 1901. Ciampa heteromorpha ingår i släktet Ciampa och familjen mätare. Inga underarter finns listade i Catalogue of Life.